# Elke Seimetz
Elke Seimetz  (*  6. Juli 1961 in Mayen in der Eifel) ist eine deutsche Malerin, Grafikerin, Buchillustratorin der Moderne und  Kunstpädagogin. Zu ihrem Schaffen gehören gegenständliche und abstrakte Formen der Landschaftsmalerei, Stillleben, Architektur, Porträts und experimentelle Malerei. Für ihre Motive bevorzugt sie großformatige Bilder, die sie nach klassischer Tradition in Öl auf Leinwand oder in Mischtechniken und Acryl realisiert.

## Leben und Wirken
Elke Seimetz ist  die erstgeborene Tochter des Malers Paul Seimetz und seiner Ehefrau Margret, geborene Schäfer. Sie hat zwei Schwestern und einen Bruder. Die Familiengeschichte führt mehrere Künstler in Folge auf: ihren Vater Paul Seimetz als Maler, Graphiker und Heraldiker, den Landschaftsmaler Albert Seimetz (Großvater) und den Luxemburger Porträt- und Landschaftsmaler Frantz Seimetz (Urgroßonkel).
Die Malerei hat Elke Seimetz bereits im Kindesalter interessiert. Sie sei als Kind und Schülerin „vom Duft der Farben inspiriert worden“, erinnert sie sich an die Atmosphäre im Elternhaus. Mit 18 Jahren begann sie ihre künstlerische Ausbildung an der „Kunstschule für Malerei und Grafik“ in Mannheim. Sie wurde Meisterschülerin bei Karl Rödel, dem Gründungspräsidenten der damaligen Akademie. Ergänzend erfolgte die Ausbildung zur Einzelhandelskauffrau.
Parallel zur Ausbildung betätigte sie sich als freischaffende Künstlerin. In einer eigenen Atelier-Galerie stellte sie auch Bilder von zeitgenössischen Kollegen aus. Im Jahr 2005 begann Elke Seimetz ein Lehramtsstudium. Sie belegte die Fächer Kunst, Musik und Arbeitslehre. 2009 nahm sie einen Lehrauftrag an der Gerhart-Hauptmann-Schule in Griesheim an. Seither betreut sie als Kunstpädagogin alle relevanten schulischen Altersklassen.
Den Dialog mit zeitgenössischen Kunstschaffenden pflegt Elke Seimentz seit Jahren durch Studienreisen in den EU-Staaten  Europas. Ihr erster Dialog mit Amerika begann über das US-Museum of European Art im Staat New York. Zu ihren Künstlerfreunden zählen u. a. der südamerikanischen Surrealist Luiz Olinto und seine Kollegin Nancy Netto Safatle (Brasilien); beide sind auf dem Kontinent mit großformatigen öffentlichen Auftragsgemälden und Kunst am Bau aktiv. Auf einer Europa-Studienreise waren die Brasilianer Gäste von Elke Seimetz in ihrem Galerie-Atelier.

## Werke in Sammlungen und Museen
Das Gesamtwerk von Elke Seimetz ist geprägt durch eine Vielfalt künstlerischer Ausdrucksformen. Eine Spezialität ist die Illustration literarischer und historischer Texte. Dazu gehört ein China-Zyklus mit 20 Hauptbildern. Bisher befinden sich über 400 Gemälde, Grafiken und Mischtechniken in Privatkollektionen sowie öffentlichen Sammlungen im In- und Ausland. Dazu gehören unter anderem öffentliche Gebäude in folgenden Städten:
St. Leon-Rot, Nussloch (Baden-Württemberg), Reilingen, Baden-Württembergische Landesbank in Karlsruhe/Stuttgart, Rittersaal-Galerie von Schloss Nörvenich (Museum Europäischer Kunst), Europäische Kultur Stiftung (EKS) Deutschland, The Museum of European Art (Meaus), Clarence N.Y. USA.

## Einzelausstellungen (Auswahl)
Die Ausstellungstätigkeit umfasst über Jahre zahlreiche Gemeinschaftsausstellungen. Darüber hinaus hatte sie Einzelausstellungen wie folgt:
- 2019: Zyklus "Aquarelle aus dem Reich der Mitte von Elke Seimetz, Europäische Kultur Stiftung (EKS), Bonn-Berlin
- 2019: Bilder aus dem Atelier von Elke Seimetz und Paul Seimetz sen., Museum Europäische Kunst (NRW)
- 2018: „China-Bilder-Zyklus“ für Buch "Der Orchideen-Pavillon" der Sinologin Beate von Kessel, Kultur-Zentrum, Schloss Nörvenich
- 2017: „Ansichten-Aussichten“, Stadthaus I  Kunstamt Pfungstadt, Patronat Patrick Koch[4]
- 2003: „Harmonie und Kontraste“. Ausstellung mit Paul Seimetz im Museum Europäische Kunst NRW, Patronat  Rita Süssmuth
- 2000: „Neue Zeiten“. Grunewald-Galerie, Berlin. Patronat: Europäische Kultur Stiftung Deutschland (EKS)
- 1993: „Deutschland-Brasilien“, Atelier-Galerie  St. Leon-Rot mit Patronat Brasilien Konsulat  Frankfurt  am Main

Bereits seit Beginn ihrer künstlerischen Tätigkeit stellte Elke Seimetz unter anderen in folgenden Städten aus: Neckarbischofsheim, Nussloch,  Schwetzingen, Bad Schönborn, Wiesloch, Walldorf/Baden, St. Leon-Rot,  Malsch, Mühlhausen (Baden-Württemberg), Dielheim.